# USS Wyoming (BB-32)
USS Wyoming (BB-32) – amerykański pancernik, okręt główny swojego typu. Był trzecim okrętem United States Navy noszącym tę nazwę, ale drugim upamiętniającym 44 stan.
Okręt zamówiono 3 marca 1909. Stępkę jednostki położono 9 lutego 1910 w Filadelfii w stoczni William Cramp and Sons. Wodowanie odbyło się 25 maja 1911, matką chrzestną była pani Dorothy Eunice Knight, córka byłego szefa Sądu Najwyższego Stanu Wyoming. Do służby wszedł 25 września 1912 w Philadelphia Naval Shipyard. Pierwszym dowódcą został komandor Frederick L. Chapin.

## Okres przed I wojną światową
6 października opuścił Filadelfię i ukończył proces wyposażania jednostki w New York Navy Yard. Następnie dołączył do innych jednostek floty w Hampton Roads. 30 grudnia 1912 osiągnął rejon Tidewater i wkrótce został okrętem flagowym kontradmirała Charles J. Badger – dowódcy Floty Atlantyku. 6 stycznia 1913 wypłynął w rejs, w trakcie którego odwiedził Kanał Panamski, który był wtedy bliski ukończenia. Następnie uczestniczył w zimowych manewrach floty w pobliżu Kuby i 4 marca wrócił do zatoki Chesapeake.
Po ćwiczeniach artyleryjskich w pobliżu Virginia Capes na południowym obszarze szkolnym pomiędzy 18 kwietnia i 7 maja „Wyoiming” przeszedł naprawę i zmiany w New York Navy Yard. Następnie od 7 do 24 maja uczestniczył w grach wojennych w pobliżu Block Island. Miał w tym okresie awarię maszynowni, którą usunięto w Newport między 9 a 19 maja i jeszcze później inne usterki. W dniach 28–31 maja był w Nowym Jorku w trakcie uroczystości odsłonięcia pomnika ku czci pancernika „Maine”, który został zniszczony przez wybuch w hawańskim porcie 15 lutego 1898.
4 czerwca przeszedł do Annapolis, gdzie załadował podchorążych Akademii Morskiej. Później wziął młodych kandydatów na oficerów na letni rejs, który trwał do drugiej połowy sierpnia w pobliżu wybrzeża Nowej Anglii. Po wyładowaniu kadetów w Annapolis w dniach 24–25 sierpnia „Wyoming” przeprowadził ćwiczenia torpedowe i strzeleckie na południowym obszarze szkolnym w pobliżu Hampton Roads. Odbywało się to późnym latem. Pomiędzy 16 września i 2 października został zadokowany w Nowym Jorku na naprawy. Później przeszedł próby pod pełnym obciążeniem maszynowni, kierując się w stronę Norfolk. 26 października przed podróżą do Europy wznowił ćwiczenia w pobliżu Virginia Capes.
8 listopada dotarł do Valletta na Malcie. Następnie w czasie swojego śródziemnomorskiego rejsu odwiedził Neapol i Villefranche. Ostatniego listopada opuścił wody francuskie i 15 grudnia dotarł do Nowego Jorku.
Później przeszedł naprawy w New York Navy Yard, gdzie pozostawał do końca 1913. W morze ponownie wyszedł 6 stycznia 1914, dotarł do Hampton Roads, gdzie spędził następne trzy dni, konieczne do załadowania węgla i przygotowań do corocznych ćwiczeń floty na ciepłych wodach karaibskich.
Pomiędzy 26 stycznia i 15 marca „Wyoming” ćwiczył z flotą w pobliżu zatoki Guantanamo i Guacanayabo. Później popłynął na północ do przylądka Henry. Następnie przeprowadził ćwiczenia artyleryjskie z flotą w pobliżu Virginia Capes i cieśniny Tangier. Uczestniczył w ćwiczeniach do 3 kwietnia, a potem popłynął do New York Navy Yard na przegląd.
Po okresie napraw, które trwały od 4 kwietnia do 9 maja, „Wyoming” załadował na pokład żołnierzy i 13 maja opuścił Hampton Roads, kierując się na wody meksykańskie. Dotarł do Veracruz 18 maja, gdy port był już okupowany przez prawie miesiąc przez amerykańskich marynarzy i marines.
W Veracruz pozostawał do późnego lata 1914 po czym wrócił na północ. Po przeprowadzeniu po drodze ćwiczeń w pobliżu Virginia Capes 6 października wszedł do stoczni nowojorskiej i przeszedł naprawy i przebudowę, która trwała do 17 stycznia 1915.
21 stycznia po wyjściu ze stoczni okręt opuścił Hampton Roads i popłynął na doroczne ćwiczenia floty na wodach kubańskich i karaibskich. Wrócił w rejon Tidewater 7 kwietnia i przeprowadził ćwiczenia taktyczne i manewry wzdłuż wschodniego wybrzeża USA, głównie w rejonie Block Island i na wschodnim obszarze szkolnym. Pod koniec lata wszedł ponownie do stoczni nowojorskiej na przegląd.
Po naprawach, które trwały od 20 grudnia do 6 stycznia 1916 „Wyoming” wyszedł w rejs, kierując się w stronę obszaru szkolnego, na którym miała się odbyć gra wojenna. Następnie popłynął dalej na południe i 16 stycznia dotarł do Culebra w Puerto Rico. 27 stycznia odwiedził Port-au-Prince na Haiti, a 28 stycznia wszedł do zatoki Guantanamo. Następnie do 10 kwietnia operował na wodach kubańskich w pobliżu zatok Guantanamo i Guacanayabo oraz portu Manzanillo, po czym popłynął do Nowego Jorku.
W New York Navy Yard pozostawał od 16 kwietnia do 26 czerwca przechodząc remont. Następnie operował w pobliżu wybrzeża Nowej Anglii, w pobliżu Newport i na wodach otaczających Virginia Capes. Trwało to do końca 1916 roku. Nowy Jork opuścił 9 stycznia 1917 i do połowy marca przeprowadził rutynowe manewry w regionie zatoki Guantanamo. Karaiby opuścił 27 marca. 6 kwietnia 1917. gdy Stany Zjednoczone weszły do I wojny światowej. był w Yorktown w Wirginni,

## I wojna światowa
W następnych miesiącach „Wyoming” służył w rejonie zatoki Chesapeake. 13 listopada 1917 kontradmirał Hugh Rodman podniósł swój proporczyk na „New York” (BB-34) jako dowódca 9 Dywizjonu Pancerników. 25 listopada po przygotowaniach do „służby zamorskiej” „Wyoming”, „New York”, „Delaware” i „Florida” popłynęły do Wysp Brytyjskich. 7 grudnia 1917 dotarły do Scapa Flow na Orkadach. Pomimo tego, że według amerykańskich oznaczeń pozostawały w składzie 9 Dywizjonu Pancerników stały się po dotarciu na wody brytyjskie Szóstą Eskadrą Bojową brytyjskiej Grand Fleet.
„Wyoming” przeprowadzał manewry i ćwiczenia taktyczne w składzie Grand Fleet do 6 lutego 1918. Tego dnia wyszedł w podróż wraz z innymi okrętami 6 Eskadry Bojowej i ośmioma brytyjskimi pancernikami, by osłaniać konwój płynący do Stavaner w Norwegii. 8 lutego uniknął trafienia torpedą w pobliżu norweskiego portu Stavanger i dotarł do Scapa Flow dwa dni później. W ciągu następnych miesięcy brał udział w patrolach w pobliżu Wysp Brytyjskich, osłaniając przybrzeżne linie komunikacyjne przed zagrożeniem ze strony niemieckiej Hochseeflotte.
Pomiędzy 30 czerwca i 2 lipca 1918 pancernik operował wraz z 6 Eskadrą Liniową i dywizją brytyjskich niszczycieli, osłaniając alianckie stawiacze min, które ustawiały Zaporę Minową Morza Północnego (ang. North Sea Mine Barrage). Później okręt wrócił do Firth of Forth, gdzie przeszedł inspekcję przeprowadzoną przez króla Wielkiej Brytanii Jerzego V, który w tym czasie wizytował także inne jednostki Grand Fleet.
Pomimo tego, że amerykańskie i niemieckie okręty liniowe nigdy nie spotkały się w boju na morzach, brały udział w niezwykłym spotkaniu. 21 listopada 1918, dziesięć dni po podpisaniu rozejmu kończącego I wojną światową New York, „Texas” (Battleship No. 35), i „Arkansas” (Battleship No. 33) w składzie Grand Fleet spotkały się z niemiecką Hochseeflotte i eskortowały ją do Firth of Forth, gdzie miały zostać internowane zgodnie z ustaleniami rozejmowymi.

## Okres międzywojenny
Później „Wyoming”, z podniesionym proporczykiem kontradmirała William S. Sims, dowódcy 6 Dywizji Pancerników, popłynął 12 grudnia 1918 z Isle of Portland do Francji. Następnego dnia rankiem, okręt wraz z innymi pancernikami spotkał się z transportowcem „George Washington” (Id. No. 3018) w pobliżu Brestu. Na pokładzie okrętu transportowego znajdował się prezydent Stanów Zjednoczonych Woodrow Wilson zmierzający na konferencję pokojową w Wersalu.
Po spełnieniu obowiązku zapewnienia honorowej eskorty dla prezydenta i jego świty „Wyoming” wrócił z admirałem Simsem do Plymouth wraz z nowo wyznaczonym ambasadorem USA w Wielkiej Brytanii. 14 grudnia pancernik wysadził swoich ważnych pasażerów, załadował 381 worków z pocztą i w ciągu kilku następnych godzin wypłynął z portu w kierunku Stanów Zjednoczonych. W Boże Narodzenie 1918 dotarł do Nowego Jorku i pozostawał tam do Nowego Roku 1919. 18 stycznia 1919 został jednostką flagową 7 Dywizjonu Pancerników w składzie 3 Eskadry. Na jego pokładzie proporczyk podniósł kontradmirał Robert E. Coontz.
1 lutego okręt opuścił Nowy Jork i 14 kwietnia po w zimowych manewrach na wodach kubańskich wrócił do tego portu. Wkrótce jednak wyszedł w morze ponownie aby 12 maja służyć jako jedna z części łańcucha okrętów ustawionego w poprzek Atlantyku, by pomagać łodziom latającym Curtiss NC w ich transatlantyckim locie. Ostatniego maja, po zakończeniu zadania, w trakcie którego pełnił rolę okrętu nadzoru i stacji meteorologicznej, wrócił do Hampton Roads.
Następnie załadował podchorążych (ang. midshipmen) i wziął ich na rejs na teren zatoki Chesepeake – Virginia Capes. 1 lipca wszedł do Norfolk Navy Yard, aby przejść przygotowania do służby na Pacyfiku. Tego dnia stał się jednostką nowo sformowanej Floty Pacyfiku i miał pełnić rolę okrętu flagowego 6 Dywizji Pancerników (4 Eskadra). Rankiem 19 lipca flota, prowadzona przez okręt flagowy „New Mexico” (BB-40) wyszła w rejs kończący się na Pacyfiku. Wkrótce okręty przeszły przez Kanał Panamski i 6 sierpnia flota osiągnęła San Diego w Kalifornii.
Trzy dni później przeszedł do San Pedro. Jesienią operował poza portem. Po przeglądzie od 15 września 1919 do 19 kwietnia 1920 w Puget Sound Navy Yard (w Bremerton) 4 maja wrócił do bazy w San Pedro. Przez następne kilka miesięcy pancernik ćwiczył w pobliżu wybrzeża południowej Kalifornii. 17 lipca 1920 został przeklasyfikowany z „Battleship No. 32” na BB-32.
Ostatniego dnia sierpnia 1920 opuścił San Diego, popłynął na wody hawajskie i przeprowadził tam ćwiczenia i manewry, które trwały do września. 8 października wrócił do San Diego, a później przeprowadził ćwiczenia taktyczne wzdłuż zachodniego wybrzeża USA aż do Seattle. 5 stycznia 1921 opuścił San Francisco w Kalifornii, w ciągu kilku następnych tygodni przeprowadzał kolejne ćwiczenia, szkolenia i manewry na terenie od zatoki Panama do Valparaiso. 8 lutego okręt odwiedził prezydent Chile, Arturo Alessandri Palma. Potem skierował się na północ, odwiedził po drodze Panama Bay oraz San Pedro i 18 marca dotarł do Puget Sound Navy Yard, gdzie pozostał przez lato.
Po zakończeniu napraw popłynął na południe i 2 sierpnia dotarł do Balboa w strefie Kanału Panamskiego. Tam na pokład wszedł kontradmirał Hugh Rodman i członkowie komisji peruwiańskiej. Zadaniem okrętu było przewieść ich do Nowego Jorku. Pancernik dotarł tam 19 sierpnia, wyładował pasażerów, a tego samego dnia wieczorem na pokład wszedł admirał Hilary P. Jones, dowódca Floty Atlantyku.
Przez następne 41 miesięcy „Wyoming” operował przeważnie na Atlantyku, wzdłuż wschodniego wybrzeża USA. Brał udział w manewrach Floty Atlantyku odbywających się głównie od Nowej Anglii do Virginia Capes. Uczestniczył także w dorocznych zimowych manewrach na wodach karaibskich i kubańskich, służąc kilka razy jako okręt flagowy wiceadmirała Johna D. McDonalda, dowódcy Battleship Force, później dowódcy Floty Zwiadowczej. Służył także jego następcom wiceadmirałom Newton A. McCully’emu i Josiah S. McKeanowi. W tym okresie okręt przechodził rutynowe naprawy i przebudowy w stoczni New York Navy Yard. Wypłynął także na szkoleniowy rejs letni z podchorążymi w 1924. Odwiedził wtedy Torbay, Rotterdam, Gibraltar i Azory.
Opuszczając Nowy Jork 26 stycznia 1926, uczestniczył w ćwiczeniach bojowych na wodach kubańskich w pobliżu zatoko Guantanamo, a 14 lutego przeszedł przez Kanał Panamski, by dołączyć do Battle Fleet i uczestniczyć z nią w ćwiczeniach w pobliżu wybrzeża Kalifornii. Następnie popłynął na wody hawajskie i operował tam od końca kwietnia do początku czerwca. Po wizycie w San Diego w dniach 18–22 czerwca pancernik wrócił na wschodnie wybrzeże USA. Przeszedł przez kanał panamski i 17 lipca dotarł do Nowego Jorku, by podjąć operacje wzdłuż wybrzeża Nowej Anglii. Od 23 listopada 1925 do 26 stycznia 1926 po przejściu tych szkoleń i po rejsie na Kubę i Haiti przeszedł przegląd w New York Navy Yard. W czasie gdy okręt stał w stoczni na jego pokładzie zameldował się Commander „Bull” Halsey. Przyszły admirał floty służył na pancerniku do 4 stycznia 1927.
„Wyoming” wziął udział w dorocznych zimowych manewrach floty na Karaibach, a później wrócił na północ, docierając do Annapolis 29 maja, by załadować podchorążych na ich letni rejs szkoleniowy. 27 sierpnia po odwiedzinach w Newport, Marblehead, Portland, Charleston i zatoce Guantanamo wrócił do Annapolis i po przybyciu wyładował kandydatów na oficerów. Następnie udał się do Philadelphia Naval Shipyard na modernizację.
Na okręcie zmieniono kotły z opalanych węglem na opalane ropą. Otrzymał także m.in. nowe turbiny, bąble przeciwtorpedowe ulepszające zabezpieczenie przeciw torpedom. Przebudowa zakończyła się 2 listopada 1927 i okręt ruszył do Norfolk. Zanim wrócił do Filadelfii 7 grudnia, przeszedł, w czasie rejsu na Kubę i Wyspy Dziewicze, szkolenie potrzebne po długim okresie remontów. Dwa dni później na pokładzie podniesiono proporzec dowódcy Floty Zwiadowczej, wiceadmirała Ashleya H. Robertsona.
Przez kilka następnych lat „Wyoming” operował z Norfolk i Bostonu, odbywając rejsy szkoleniowe z członkami Naval Reserve Officer Training Corps (NROTC) pochodzącymi z Uniwersytetu Yale, Uniwersytetu Harvarda, Instytutu Technicznego Georgii i Uniwersytetu Północno-Zachodniego. W związku z tymi obowiązkami odwiedzał obszary od Zatoki Meksykańskiej do Nowej Szkocji i Morze Karaibskie, a także Azory. 12 listopada 1928 w trakcie tych rejsów opuścił Hampton Roads i w nocy z 13 na 14 listopada wyłowił ośmiu rozbitków z zatopionego parowca brytyjskiego „Vestris”, których wyładował 16 listopada w Norfolk.
19 września 1930 zwolniony z obowiązków okrętu flagowego Floty Zwiadowczej pancernik został okrętem flagowym kontradmirała Wat T. Cluverius, dowódcy 2 Dywizji Pancerników. Pełnił tę służbę do 4 listopada. Później podniósł proporzec kontradmirała H. H. Christy, dowódcy Eskadry Szkolnej Floty Zwiadowczej (ang. Training Squadron, Scouting Fleet). Później odbył rejs szkolny na wodach Zatoki Meksykańskiej, w trakcie którego odwiedził Nowy Orlean.
1 stycznia 1931 po tej podróży został umieszczony w ograniczonej służbie (ang. reduced commission) w Philadelphia Naval Shipyard, w celu przygotowania go do demilitaryzacji i konwersji na okręt szkolny zgodnie z ustaleniami londyńskiego traktatu morskiego o ograniczeniach i limitach z 1930 roku. W trakcie tego procesu okręt stracił swoje bąble przeciwtorpedowe, boczny pancerz i zdjęto z niego działa oraz urządzenia wież artyleryjskich z trzech wież artylerii głównej (z łącznie sześciu wież). 21 maja został zastąpiony w roli okrętu flagowego Floty Zwiadowczej przez „Augusta” (CA-31), a w roli okrętu flagowego Eskadry Szkolnej przez „Arkansas” (BB-33).
Po ukończeniu procesu demilitaryzacji odwiedził Annapolis i pomiędzy 29 maja i 5 czerwca 1931 załadował na pokład podchorążych (ang. midshipmen), z którymi miał odbyć rejs na wody europejskie. Wypłynął 5 czerwca i dziesięć dni później znajdował się w połowie Atlantyku, gdy podążył na pomoc okrętowi podwodnemu „Nautilus” dowodzonemu przez znanego brytyjskiego badacza Arktyki, Sir Huberat Wilkinsa. „Wyoming” wziął uszkodzony okręt na hol i doholował go do Queenstown w Irlandii Północnej. Później odwiedził Kopenhagę, Greenock, Kadyks i Gibraltar, 13 sierpnia wrócił do Hampton Roads. 1 lipca 1931 w czasie tego rejsu został przeklasyfikowany z pancernika (BB-32) na pomocniczy okręt (AG-17).
Przez następne cztery lata okręt kontynuował letnie rejsy szkolne z kadetami Akademii Marynarki i rejsy z członkami NROTC z różnych uniwersytetów. Służba ta wymagała od niego odwiedzania rejonów Karaibów i Zatoki Meksykańskiej, a także portów północnej Europy oraz portów śródziemnomorskich.
Staremu weteranowi przydzielano także inne zadania. 18 stycznia 1935 w Norfolk na pokład okrętu załadowano 2 batalion 4 Pułku Marines (ang. 2nd Battalion, 4th Marine Regiment), który miał przeprowadzić ćwiczebne lądowanie w ramach zimowo-wiosennych manewrów w Puerto Rico i Strefie Kanału Panamskiego. Prawie każdego następnego roku „Wyoming” brał udział w ćwiczeniach desantu amfibijnego jako element Fleet Marine Force oraz w ramach rozwijania przez marynarkę taktyki walk potrzebnych w przyszłych konfliktach.
5 stycznia 1937 „Wyoming” opuścił Norfolk, przeszedł przez kanał panamski i udał się do San Diego. Następne tygodnie spędził na ćwiczeniach desantowych i artyleryjskich niedaleko wyspy San Clemente w pobliżu wybrzeża Kalifornii. 18 lutego 1937, podczas kulminacyjnej fazy ćwiczeń połączonych rodzajów wojsk (lądowych, morskich i powietrznych), szrapnel zaciął się w lufie działa kal. 127 mm i eksplodował. Sześciu marines zostało zabitych, a 11 rannych. Natychmiast po wypadku „Wyoming” popłynął do San Pedro, gdzie przekazał rannych marines do statku szpitalnego „Relief” (AH-1).
3 marca po zakończeniu ćwiczeń i gier wojennych toczących się w pobliżu kalifornijskiego wybrzeża okręt wyszedł z portu w Los Angeles i udał się na wschodnie wybrzeże USA. Wszedł do Norfolk 23 marca i stał się tymczasowym (15 kwietnia–3 czerwca) okrętem flagowym kontradmirała Wilsona Browna, dowódcy Eskadry Szkolnej. Działo się to w trakcie przygotowań do następnego letniego rejsu szkolnego z kadetami. 4 czerwca okręt wyszedł z Hampton Roads i 21 czerwca 1937 dotarł do Kilonii, gdzie był wizytowany przez oficerów z niemieckiego „pancernika kieszonkowego” „Admiral Graf Spee”. Zanim „Wyoming” wypłynął w rejs do domu 29 czerwca amerykańscy kadeci odwiedzili Berlin, następnie Torbay i Funchal na Maderze. Do Norfolk zawinął 3 sierpnia.
26 sierpnia w Annapolis po lokalnych ćwiczeniach okręt wyładował midshipmenów. Przez następnych kilka miesięcy kontynuował swoją służbę okrętu szkolnego, zabierając na pokład członków Naval Reserve, a następnie Merchant Marine Reserve. Rejsy z nimi odbywały się od Bostonu do Wysp Dziewiczych i od Nowego Jorku do Kuby. Pomiędzy 16 października 1937 a 14 stycznia 1938 okręt przeszedł przegląd w Norfolk Navy Yard.
Przez następne trzy lata „Wyoming” kontynuował swoją służbę z wykorzystaniem portów w Norfolk, Bostonie i Nowym Jorku. Odwiedzał wody kubańskie oraz Puerto Rico i Nowy Orlean. W 1938 wyszedł z podchorążymi Akademii Morskiej w rejs na wody europejskie, w trakcie którego odwiedził Le Havre, Kopenhagę i Portsmouth. 2 stycznia 1941 został okrętem flagowym kontradmirała Randalla Jacobsa, dowódcy szkolenia Sił Patrolowych (ang. Training, Patrol Force) i pełnił swoją rolę okrętu szkolnego przez jesienne miesiące.
W listopadzie 1941 wszedł w kolejną fazę służby – tym razem jako szkolny okręt artyleryjski. 25 listopada 1941 opuścił Norfolk na ćwiczenia artyleryjskie w pobliżu Newport. Gdy Japonia zaatakowała Pearl Harbor, 7 grudnia 1941 okręt znajdował się w pobliżu Platt’s Bank.

## II wojna światowa

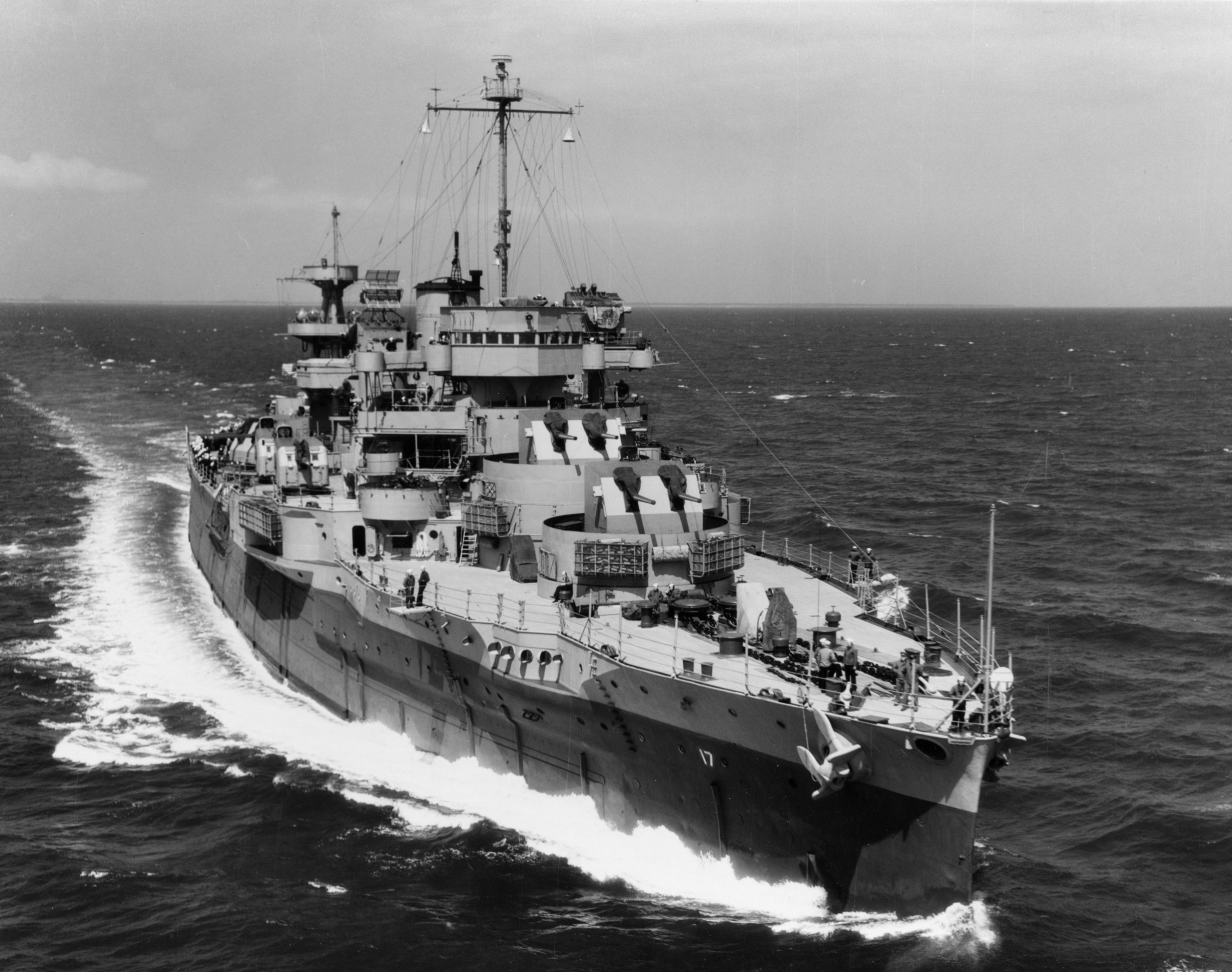
USS „Wyoming” (AG-17)
30 kwietnia 1945

Okręt przebywał w Norfolk od 28 stycznia 1942 do 5 lutego, po czym wypłynął na obszar zatoki Chesapeake, by rozpocząć długi okres nieustannych kursów szkoleniowych dla artylerzystów, które trwały przez całą II wojnę światową. Stał się tak zwyczajnym widokiem w tej okolicy, że zyskał przydomek „Chesapeake Raider”. Przydzielony do Operational Training Command Floty Atlantyku okazał się dobrym miejscem do wyszkolenia tysięcy artylerzystów obsługujących broń o kalibrach od 12,7 do 127 mm. Stał się wówczas pierwszym okrętem wyposażonym w wyprodukowany w USA na licencji Boforsa poczwórny zestaw Bofors 40 mm.
Między 12 stycznia i 3 kwietnia 1944 okręt przeszedł w Norfolk przebudowę. Zyskał dzięki temu nowy wygląd: wszystkie pozostające jeszcze działa kal. 305 mm zostały zdjęte i zastąpione podwójnie sprzężonymi działami kal. 127 mm. Dodatkowo zainstalowano nowe modele radarów prowadzenia ognia. 10 kwietnia 1944 jednostka wznowiła szkolenia artylerzystów, operując ponownie w tym samym rejonie co poprzednio. Rozmiar działań widać na przykładzie pojedynczego miesiąca: w listopadzie 1944 wyszkolił 133 oficerów i 1329 podoficerów i marynarzy w obsłudze artylerii przeciwlotniczej; wystrzelił 3033 pociski kal. 127 mm, 849 pociski kal. 76 mm, 10076 pocisków kal. 40 mm, 32231 pocisków kal. 20 mm i 66270 pocisków kal.7,62 mm oraz 360 pocisków kal. 28 mm. Pancernik zgłosił wystrzelenie największej ilości pocisków wśród wszystkich okrętów floty. Wyszkolił około 35 000 artylerzystów na siedmiu różnych typach dział.
30 czerwca 1945 „Wyoming” zakończył swoją służbę jako „Chesapeake Raider”, opuścił Norfolk by udać się w celu przeróbek do New York Navy Yard. Wychodząc ze stoczni 13 lipca 1945 wszedł wkrótce potem do zatoki Casco. Zameldował się tam dowódcy Composite Task Force 69, wiceadmirałowi Willisowi A. Lee. Okręt przeprowadził pierwsze, eksperymentalne strzelanie do holowanych i latających celów kontrolowanych przez radio. Największym zadaniem zespołu było przestudiowanie metod i taktyk prowadzących do poradzenia sobie z japońskimi samolotami kamikaze. Następnie, 31 sierpnia 1945, Task Force 69 stał się Operational Development Force floty amerykańskiej. Po śmierci admirała Lee dowództwo przeszło w ręce kontradmirała R.P. Briscoe.
Nawet po poszerzeniu zakresu prac zespołu, by zebrać wszystkie dane na temat nowych systemów kontroli ognia, „Wyoming” pozostawał w 1946 kręgosłupem jednostki. 11 lipca 1947 wszedł do stoczni Norfolk Naval Shipyard, a 1 sierpnia 1947 został wycofany ze służby. Jego załoga oraz materiały wojskowe zostały przekazane na „Mississippi” (AG-128, ex-BB-41).
Nazwa pancernika została skreślona z rejestru okrętów 16 września 1947, a jego kadłub sprzedany na złom 30 października 1947, został dostarczony nabywcy, firmie Lipsett, Incorporated w Nowym Jorku 5 grudnia 1947.